# Истомка
Истомка (в верховье Шохорка) — река в Шарьинском районе Костромской области России. Устье реки находится в 548 км от устья Ветлуги по левому берегу. Длина реки составляет 17 км, площадь водосборного бассейна — 765 км².

## Данные водного реестра
По данным государственного водного реестра России относится к Верхневолжскому бассейновому округу, водохозяйственный участок реки — Ветлуга от истока до города Ветлуга, речной подбассейн реки — Волга от впадения Оки до Куйбышевского водохранилища (без бассейна Суры). Речной бассейн реки — (Верхняя) Волга до Куйбышевского водохранилища (без бассейна Оки).
Код объекта в государственном водном реестре — 08010400112110000041691.